# Championnats d'Europe de course en ligne de canoë-kayak 2007
Navigation
Račice 2006 Milan 2008
Les championnats d'Europe de course en ligne de canoë-kayak se déroulent à Pontevedra, (Espagne).

## Résultats

### Hommes

#### Canoë
| Épreuve    | Or                                                                                              | Temps          | Argent                                                                                       | Temps          | Bronze                                                                   | Temps          |
| C-1 200 m  | Lituanie Jevgenij Šuklin                                                                        | 41 s 969       | Russie Maxim Opalev                                                                          | 42 s 092       | Ukraine Yuriy Tcheban                                                    | 42 s 132       |
| C-1 500 m  | Allemagne Andreas Dittmer                                                                       | 1 min 54 s 540 | Russie Nikolái Lipkin                                                                        | 1 min 54 s 613 | Espagne David Cal Figueroa                                               | 1 min 55 s 733 |
| C-1 1000 m | Hongrie Attila Vajda                                                                            | 4 min 04 s 429 | Russie Maxim Opalev                                                                          | 4 min 07 s 712 | Espagne David Cal Figueroa                                               | 4 min 08 s 676 |
| C-2 200 m  | Lituanie Raimundas Labuckas Tomas Gadeikis                                                      | 37 s 167       | Russie Evgeni Ignatov Ivan Shtyl                                                             | 37 s 177       | Allemagne Christian Gille Tomasz Wylenzek                                | 38 s 577       |
| C-2 500 m  | Biélorussie Aliaxandr Bahdanovich Andrei Bahdanovich                                            | 1 min 48 s 271 | Russie Sergéi Ulegin Aleksandr Kostoglod                                                     | 1 min 48 s 918 | Hongrie György Kozmann György Kolonics                                   | 1 min 49 s 028 |
| C-2 1000 m | Allemagne Christian Gille Tomasz Wylenzek                                                       | 3 min 48 s 304 | Hongrie György Kozmann György Kolonics                                                       | 3 min 48 s 574 | Biélorussie Aliaxandr Bahdanovich Andrei Bahdanovich                     | 3 min 50 s 087 |
| C-4 200 m  | Russie Evgeni Dorojin Nikolái Lipkin Evgeni Ignatov Ivan Shtyl                                  | 35 s 150       | Biélorussie Dzmitri Rabchanka Dzmitri Vaitsishkin Kanstantsin Shcharbak Aliaxandr Vauchetski | 35 s 456       | Hongrie Pál Sarudi Péter Balász Gábor Horváth Márton Joób                | 35 s 889       |
| C-4 500 m  | Biélorussie Andrei Bahdanovich Aliaxandr Kurliandchik Aliaxandr Zhukouski Aliaxandr Bahdanovich | 1 min 38 s 376 | Pologne Paweł Skowroński Arkadiusz Toński Łukasz Woszczyński Marcin Grzybowski               | 1 min 39 s 286 | Allemagne Robert Nuck Stefan Holtz Thomas Lück Sebastian Brendel         | 1 min 39 s 359 |
| C-4 1000 m | Biélorussie Dzmitri Rabchanka Dzmitri Vaitsishkin Kanstantsin Shcharbak Aliaxandr Vauchetski    | 3 min 30 s 666 | Hongrie Márton Metka Róbert Mike Mátyás Sáfrán Gábor Balász                                  | 3 min 31 s 229 | Roumanie Silviu Simioncencu Iosif Chirilă Andrei Cuculici Nicolae Flocea | 3 min 34 s 439 |

#### Kayak
| Épreuve    | Or                                                                   | Temps          | Argent                                                                                 | Temps          | Bronze                                                                  | Temps          |
| K-1 200 m  | Allemagne Jonas Ems                                                  | 36 s 796       | Pologne Marek Twardowski                                                               | 37 s 119       | Hongrie Gergely Gyertyános                                              | 37 s 432       |
| K-1 500 m  | Royaume-Uni Tim Brabants                                             | 1 min 42 s 653 | Suède Anders Gustafsson                                                                | 1 min 42 s 905 | Pologne Marek Twardowski                                                | 1 min 43 s 450 |
| K-1 1000 m | Norvège Eirik Verås Larsen                                           | 3 min 39 s 179 | Royaume-Uni Tim Brabants                                                               | 3 min 40 s 342 | Hongrie Zoltán Benko                                                    | 3 min 41 s 742 |
| K-2 200 m  | Biélorussie Raman Piatrushenka Vadzim Majneu                         | 33 s 664       | Allemagne Ronald Rauhe Tim Wieskötter                                                  | 33 s 669       | Serbie Ognjen Filipović Dragan Zorić                                    | 33 s 915       |
| K-2 500 m  | Allemagne Ronald Rauhe Tim Wieskötter                                | 1 min 33 s 906 | Biélorussie Raman Piatrushenka Vadzim Majneu                                           | 1 min 34 s 436 | Pologne Tomasz Mendelski Adam Wysocki                                   | 1 min 36 s 235 |
| K-2 1000 m | Hongrie Zoltán Kammerer Gábor Kucsera                                | 3 min 21 s 174 | Allemagne Andreas Ihle Rupert Wagner                                                   | 3 min 21 s 867 | France Philippe Colin Cyrille Carré                                     | 3 min 21 s 957 |
| K-4 200 m  | Serbie Ognjen Filipović Dragan Zorić Bora Sibinkić Milan Đenadić     | 31 s 088       | Biélorussie Raman Piatrushenka Aliaxéi Abalmasau Dziamian Turchin Vadzim Majneu        | 31 s 498       | Hongrie Viktor Kadler Gergely Ggyertyános István Beé Balázs Babella     | 31 s 708       |
| K-4 500 m  | Slovaquie Richard Riszdorfer Michal Riszdorfer Erik Vlček Juraj Tarr | 1 min 25 s 210 | Biélorussie Dzianis Zhihadla Stanislau Strelchanka Ruslan Bichan Siarhéi Findziukevich | 1 min 26 s 729 | Hongrie Márton Sík Attila Boros Attila Csamangó Gábor Boszik            | 1 min 26 s 829 |
| K-4 1000 m | Slovaquie Richard Riszdorfer Michal Riszdorfer Erik Vlček Juraj Tarr |                | Hongrie Lajos Gyökös Roland Kökény Akos Vereckei Gábor Horváth                         |                | Pologne Marek Twardowski Adam Seroczyński Tomasz Mendelski Adam Wysocki |                |

### Dames

#### Kayak
| Épreuve    | Or                                                                            | Temps          | Argent                                                             | Temps          | Bronze                                                                            | Temps          |
| K-1 200 m  | Hongrie Natasa Janics                                                         | 42 s 469       | Finlande Anne Rikkala                                              | 43 s 448       | Ukraine Inna Osypenko-Radomska                                                    | 43 s 468       |
| K-1 500 m  | Allemagne Katrin Wagner-Augustin                                              | 1 min 53 s 985 | Hongrie Katalin Kovács                                             | 1 min 54 s 598 | Finlande Anne Rikkala                                                             | 1 min 55 s 218 |
| K-1 1000 m | Suède Sofia Paldanius                                                         | 4 min 08 s 410 | Hongrie Katalin Kovács                                             | 4 min 09 s 490 | Allemagne Friedricke Leue                                                         | 4 min 09 s 530 |
| K-2 200 m  | Allemagne Fanny Fischer Nicole Reinhard                                       | 39 s 170       | Slovaquie Ivana Kmeťová Martina Kohlová                            | 39 s 356       | Hongrie Tímea Paksy Melinda Patyi                                                 | 39 s 896       |
| K-2 500 m  | Hongrie Tímea Paksy Dalma Benedek                                             | 1 min 46 s 714 | Allemagne Fanny Fischer Nicole Reinhard                            | 1 min 47 s 191 | Pologne Monika Borowicz Dorota Kuczkowska                                         | 1 min 47 s 984 |
| K-2 1000 m | Hongrie Danusia Kozák Gabriella Szabó                                         | 3 min 51 s 404 | Pologne Małgorzata Chojnacka Ewelina Wojnarowska                   | 3 min 51 s 444 | Suède Annika Andersson Emma Andersson                                             | 3 min 54 s 970 |
| K-4 200 m  | Allemagne Carolin Leonhardt Conny Waßmuth Maren Knebel Katrin Wagner-Augustin | 37 s 202       | Hongrie Tímea Paksy Katalin Kovács Krisztina Fazekas Melinda Patyi | 37 s 312       | Suède Josefin Nordlöw Anna Karlsson Karin Johansson Sofia Paldanius               | 37 s 892       |
| K-4 500 m  | Allemagne Carolin Leonhardt Conny Waßmuth Maren Knebel Katrin Wagner-Augustin | 1 min 38 s 553 | Hongrie Tímea Paksy Katalin Kovács Krisztina Fazekas Melinda Patyi | 1 min 40 s 027 | Pologne Sandra Pawełczak Aneta Konieczna Małgorzata Chojnacka Ewelina Wojnarowska | 1 min 40 s 305 |
| K-4 1000 m | Hongrie Tímea Paksy Krisztina Fazekas Alexandra Keresztesi Dalma Benedek      | 3 min 27 s 060 | Allemagne Marina Schuk Judith Hörmann Gesine Ruge Friedericke Leue | 3 min 29 s 613 | Italie Stefania Cicali Alice Fagioli Alessandra Galiotto Fabiana Sgroi            | 3 min 29 s 726 |

## Tableau des médailles
Épreuves officielles uniquement.
| Rang  | Nation      | Or | Argent | Bronze | Total |
| ----- | ----------- | -- | ------ | ------ | ----- |
| 1     | Allemagne   | 8  | 4      | 3      | 15    |
| 2     | Hongrie     | 6  | 7      | 7      | 20    |
| 3     | Biélorussie | 4  | 4      | 1      | 9     |
| 4     | Slovaquie   | 2  | 1      | 0      | 3     |
| 5     | Lituanie    | 2  | 0      | 0      | 2     |
| 6     | Russie      | 1  | 5      | 0      | 6     |
| 7     | Suède       | 1  | 1      | 2      | 4     |
| 8     | Royaume-Uni | 1  | 1      | 0      | 1     |
| 9     | Serbie      | 1  | 0      | 1      | 2     |
| 10    | Norvège     | 1  | 0      | 0      | 1     |
| 11    | Pologne     | 0  | 3      | 5      | 8     |
| 12    | Finlande    | 0  | 1      | 1      | 2     |
| 13    | Espagne     | 0  | 0      | 2      | 2     |
|       | Ukraine     | 0  | 0      | 2      | 2     |
| 15    | France      | 0  | 0      | 1      | 1     |
|       | Italie      | 0  | 0      | 1      | 1     |
|       | Roumanie    | 0  | 0      | 1      | 1     |
| Total | Total       | 27 | 27     | 27     | 81    |